# 양세영 (컬링인)
양세영(1977년 3월 23일~)은 대한민국의 컬링 선수 출신 컬링 지도자이다.